# Expurse of Sodomy
Expurse of Sodomy es un EP lanzado por la banda de thrash metal alemán, Sodom en 1987 por Steamhammer/SPV. 
Algunos ejemplares fueron publicados como picture disc.

## Lista de temas
1. "Sodomy and Lust" – 5:10
2. "The Conqueror" – 3:38
3. "My Atonement" – 6:02

## Créditos
- Tom Angelripper – Voz, bajo
- Frank Blackfire – Guitarra
- Chris Witchhunter – Batería